# 624

## Eventos
- Os Visigodos, pela conquista dos últimos territórios bizantinos e do País Basco, dominam toda a Península Ibérica.
- Dinastia Tang unifica a China.
- 13 de março [carece de fontes?] - Batalha de Badr, a primeira grande vitória de Maomé contra os idólatras de Meca.[1]
- Guerras romano-persas: No inverno, Heráclio invade a Ibéria.[2]